# Chotěnice

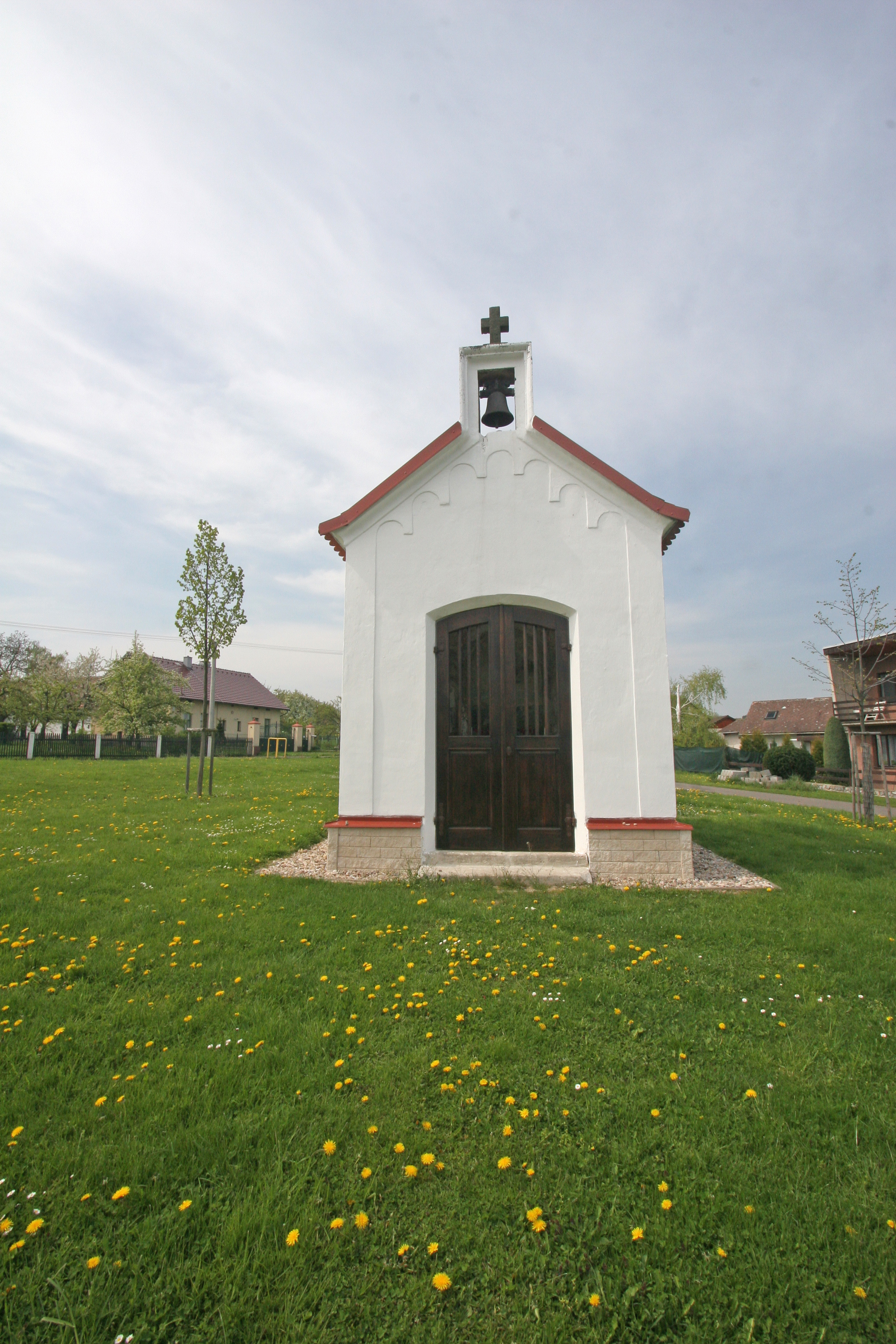
Kapelle des hl. Wenzel

Chotěnice (deutsch Chotienitz) ist ein Ortsteil der Stadt Heřmanův Městec in Tschechien. Er liegt drei Kilometer südöstlich des Stadtzentrums von Heřmanův Městec und gehört zum Okres Chrudim.

## Geographie
Chotěnice befindet sich linksseitig über dem Tal der Bylanka in den nördlichen Ausläufern des Eisengebirges (Železné hory). Am westlichen Ortsrand verläuft die Staatsstraße II/341 zwischen Heřmanův Městec und Seč, nördlich die Staatsstraße I/17 zwischen Heřmanův Městec und Chrudim. Gegen Westen erstreckt sich der Naturpark Heřmanův Městec; südlich erhebt sich die Holičská jedlina (388 m n.m.), im Südwesten der Palác (382 m n.m.).
Nachbarorte sind Nový Dvůr, Doubrava und Rozhovice im Norden, Bylany und Lány im Nordosten, Morašice im Osten, Březina, Dubina, Skupice und Palučiny im Südosten, Holičky, Bačalský Mlýn, Dlubín und Radlín im Süden, Na Kvartýře, Na Průhoně und Kostelec u Heřmanova Městce im Südwesten, Chotěnická Dubina im Westen sowie Přibilov und Heřmanův Městec im Nordwesten.

## Geschichte
Die erste urkundliche Erwähnung von Chotěnice erfolgte im Jahre 1485 als Besitz der Familie Kuban. In Chotěnice bestand ein Herrenhof mit sehr umfangreichen Gründen. Mit der Errichtung des Wilhelmshofes (später Neuhof genannt) durch Wilhelm d. J. von Oppersdorff im Jahre 1588 wurde Chotěnice an die Herrschaft Heřmanův Městec angeschlossen. Zu dieser Zeit bestand das Dorf aus wenigen, aber sehr großen Bauerngütern. Im 17. Jahrhundert war Chotěnice Sitz eines Richters. Westlich des alten Dorfes Chotěnice entstand im 18. Jahrhundert die Siedlung Chotěnická Dubina, die später mit Chotěnice verschmolz.
Im Jahre 1833 bestand das im Chrudimer Kreis gelegene Dorf Chotienitz bzw. Chotěnic aus 134 Häusern, in denen 1011 Personen lebten. Zu Chotienitz konskribiert waren der herrschaftliche Meierhof Neuhof bzw. Nowy Dwur mit einer Schäferei, Obstgarten und einer großen Ziegelei, sowie der herrschaftliche Fasangarten mit einem Jägerhaus. Pfarrort war Heřmanmiestetz. Bis zur Mitte des 19. Jahrhunderts blieb Chotienitz der Allodialherrschaft Heřmanmiestetz untertänig.
Nach der Aufhebung der Patrimonialherrschaften bildete Chotěnice ab 1849 mit dem Ortsteil Radlín eine Gemeinde im Gerichtsbezirk Chrudim. Ab 1868 gehörte die Gemeinde zum politischen Bezirk Chrudim. Im Jahre 1900 lebten in Chotěnice 441 Personen, 1910 waren es 375. 1961 war die Einwohnerzahl auf 295 gesunken. 1964 erfolgte die Eingemeindung nach Heřmanův Městec.

## Ortsgliederung
Der Ortsteil Chotěnice besteht aus den Grundsiedlungseinheiten Chotěnice und Nový Dvůr (Neuhof). Zu Chotěnice gehört zudem die Ortslage Chotěnická Dubina.
Der Katastralbezirk Chotěnice umfasst die Grundsiedlungseinheiten Chotěnice und Radlín. Nový Dvůr ist Teil des Katastralbezirkes Heřmanův Městec.

## Sehenswürdigkeiten
- Kapelle des hl. Wenzel auf dem Dorfplatz